# IBM Granite
IBM Granite és una sèrie de models de base d'IA només per a descodificadors creats per IBM. Es va anunciar el 7 de setembre de 2023, i un article inicial es va publicar 4 dies després. Inicialment destinat al seu ús a la plataforma d'IA generativa i de dades basades en núvol d'IBM Watsonx juntament amb altres models, IBM va obrir el codi font d'alguns models de codi. Els models de granit s'entrenen en conjunts de dades seleccionats d'Internet, publicacions acadèmiques, conjunts de dades de codi, documents legals i financers.

## Models de fundació
Un model bàsic és un model d'IA entrenat en dades àmplies a escala de manera que es pot adaptar a una àmplia gamma de tasques posteriors.
Els primers models de fonamentació de Granite van ser Granite.13b.instruct i Granite.13b.chat. El "13b" del seu nom prové de 13 mil milions, la quantitat de paràmetres que tenen com a models, menor que la majoria dels models més grans de l'època. Els models posteriors varien entre 3 i 34 mil milions de paràmetres.
El 6 de maig de 2024, IBM va publicar el codi font de quatre variacions de Granite Code Models sota Apache 2, una llicència permissiva de codi obert que permet l'ús, la modificació i l'ús compartit del programari totalment gratuïts, i els va posar a Hugging Face per a l'ús públic. Segons el propi informe d'IBM, Granite 8b supera a Llama 3 en diverses tasques relacionades amb la codificació dins d'un interval similar de paràmetres.